# James W. Nye
Pour les articles homonymes, voir Nye.
James Warren Nye (10 juin 1815 – 25 décembre 1876) est un homme politique américain qui fut gouverneur du territoire du Nevada de 1861 à 1864 puis sénateur au Congrès des États-Unis pour le Nevada de 1865 à 1873. 

## Biographie
James Warren Nye est né le 10 juin 1815 à DeRuyter dans l'État de New York. Il étudie le droit puis devient juge pour le comté de Madison de 1840 à 1848.
En 1861, Nye est nommé gouverneur du territoire du Nevada par le président Abraham Lincoln et occupe ce poste jusqu'à l'admission de l'État dans l'Union en 1864. Il siège ensuite au Sénat des États-Unis pour le Nevada de 1865 à 1873 sous les couleurs du Parti républicain.
Il meurt le 25 décembre 1876 à White Plains dans l'État de New York et est enterré au cimetière de Woodlawn.

## Hommages
Le comté de Nye au Nevada a été nommé en son honneur.